# Polyrhachis eurynota
Polyrhachis eurynota é uma espécie de formiga do gênero Polyrhachis, pertencente à subfamília Formicinae.